# Bataille de Benghazi (février 2011)
Pour les articles homonymes, voir bataille de Benghazi.
Première guerre civile libyenne
Batailles
- 1re Benghazi
- El Beïda
- Derna
- 1re Tripoli
- Misrata
- 1re Zaouïa
- Djebel Nefoussa (1re Dehiba
- 2e Dehiba
- Gharyan)
- 1re Brega
- 1re Ras Lanouf
- 1re Ben Jawad
- 2e Ras Lanouf
- 2e Brega
- 1re Ajdabiya
- 2e Benghazi
- 2e Ajdabiya
- 1re golfe de Syrte
- 3e Brega
- Al Jawf
- Front de Misrata (Zliten
- Tawarga
- 2e Zaouïa
- 4e Brega
- Fezzan
- Birak)
- 5e Brega
- 3e Zaouïa
- 2e Tripoli
- 2e Sebha
- 2e golfe de Syrte (Syrte)
- Offensive de Bani Walid (Tarhounah - Bani Walid)

- Intervention militaire de l’OTAN
- Opération Ellamy (Royaume-Uni)
- Opération Harmattan (France)
- Opération Odyssey Dawn (États-Unis)
- Opération Mobile (Canada)

La bataille de Benghazi est l'évènement qui marque le début de la première guerre civile libyenne opposant les forces fidèles à Mouammar Kadhafi aux révolutionnaires libyens du 15 au 20 février 2011 dans la ville de Benghazi. Il s'est terminé par la prise de la ville par les rebelles.

## Des manifestations à l'insurrection
Les premières manifestations pacifiques opposées au régime de Mouammar Kadhafi éclatent le 15 février à Benghazi, avec 200 personnes manifestant devant le siège de la police en protestation de l'arrestation de l'activiste des droits de l'homme Fathi Tarbel. Ils sont bientôt rejoints par d'autres manifestants formant une foule de 600 personnes. La manifestation est violemment réprimée par la police, il y a une centaine de blessés. Le lendemain, les manifestations continuent, des centaines de personnes se rassemblent sur la place Al-Shajara et sont dispersées par les forces de l'ordre à l'aide de canons à eau [réf. à confirmer]. Le 17, l'insurrection commence.

## Déroulement
L'opposition appelle les Libyens à la révolte sur Facebook pour le 17 février qu'ils nomment "Jour de la colère". À Benghazi, l'appel est particulièrement suivi : des manifestations éclatent mais sont sévèrement réprimées par la police qui tue 14 manifestants. Le lendemain, leurs funérailles tournent à de nouvelles manifestations, les forces de sécurité tirent sur la foule et tuent 24 manifestants. Peu après le massacre, la foule pend 2 policiers. La police et l’armée se retirent alors de la ville, et certains soldats se rallient aux manifestants, leur permettant de s’emparer de la radio locale.

## Bilan
Les révolutionnaires ont 332 morts dont 202 manifestants et 120 soldats mutinés tandis que les troupes kadhafistes ont 163 morts dont 111 soldats, 50 mercenaires et 2 policiers, 236 mercenaires capturés et 39 mercenaires disparus.